# Cacajao rubicundus
Cacajao rubicundus  is een zoogdier uit de familie van de sakiachtigen (Pitheciidae). De wetenschappelijke naam van de soort werd voor het eerst geldig gepubliceerd door Isidore Geoffroy Saint-Hilaire & Deville in 1848.

## Taxonomie
Tot 2022 werd de soort als ondersoort van de gewone oeakari (Cacajao calvus) gerekend. Uit genetisch en morfologisch onderzoek bleek het een aparte soort te zijn.

## Voorkomen
De soort komt voor in het noordwesten van Brazilië.